# Bečovská botanická zahrada
Bečovská botanická zahrada je unikátní botanická zahrada v Bečově nad Teplou na Karlovarsku, kterou založil v roce 1918 Jan Ferdinand Koditek. Mezi lety 1945 a 2005 zpustla a nikdo se o areál nestaral. V roce 2005 se Jiří Šindelář jménem Základní organizace Berkut Českého svazu ochránců přírody tuto zahradu postupně odkoupit a znovu vrátit k životu.

## Popis
Botanická zahrada v Bečově nad Teplou o rozloze 15 hektarů byla před 2. světovou válkou jednou z nejvýznamnějších historických sbírkových zahrad v Čechách. Sbírková zahrada byla založena za posledního majitele panství Jindřicha z Beaufort-Spontin a jeho ženy Marie (otcem Marie Beaufort byl hrabě Arnošt Emanuel Silva-Tarouca, zakladatel Průhonického parku). Původní název byl „Beaufortské alpinum a zahrada u Korunního rybníka“. Od druhé světové války však nebyla udržovaná a prakticky veškeré rostlinstvo zmizelo. V současné době je zahrada oživována díky práci dobrovolníků ZO ČSOP Berkut a v roce 2014 byla přijata do Unie botanických zahrad.

## Historie

### 1918–1945
Zahradu vybudoval zahradník Beafortů Johann Koditek (někdy uváděno též Jan Kodýtek) v roce 1918 na svahu nad řekou Teplou, který byl pro tyto účely zakoupen (po dlouhých tahanicích s městskou radou o cenu pozemku). Původní rozloha zahrady byla 19 ha. Při výstavbě parku byl využit místní horninový materiál jak pro vlastní alpinum, tak i pro další součásti zahrady. Bylo přesunuto více než 7 000 m3 zeminy, vybudováno 700 m cest (šířky 1,2, 1,0, 0,7 a 0,5 m) a další prvky drobné zahradní architektury – vyhlídky, altány apod. V roce 1931 bylo v zahradě již 1 005 druhů rostlin z 321 rostlinných rodů z různých světadílů. Na „alpské louce“, která vznikla ve stejném roce, bylo umístěno dalších 300 druhů. „Botanická zahrada měla vypracovaný a aktualizovaný soupis rostlin včetně číslování a krátkých popisů. Výsadby v alpinu byly rozděleny do 36 oddělení. Zakoupené rostliny byly nejprve rok pěstovány v květináčích, poté byly vysazovány na konečná stanoviště.“  Každoročně byl aktualizován soupis rostlin s jasným číslováním, plánkem výsadby a krátkým popisem. Jednotlivé rostliny byly označovány smaltovanými cedulkami, podobně jako jejich skupiny. Byl veden i seznam odumřelých rostlin včetně příčiny úhynu. Ve 30. letech 20. stol. byla zahrada srovnávána se zahradou v Průhonicích – především pro rozsáhlou kolekci skalniček a trvalek, která byla tehdy vůbec největší v republice. U vstupu do zahrady – kde byl původně tzv. Ertlův mlýn – byly vybudovány skleníky – v současné době závod Elektro). V nich byly pěstovány jednotlivé druhy rostlin jak pro výsadbu do alpina, tak i pro prodej (v roce 1932 bylo prodáno 10 000 rostlin). Zahrada ovšem v té době nebyla veřejná, navštěvovat zahradu mohlo pouze několik osobních přátel majitele na zvláštní povolení.

Původní vzhled zahrady před rokem 1938
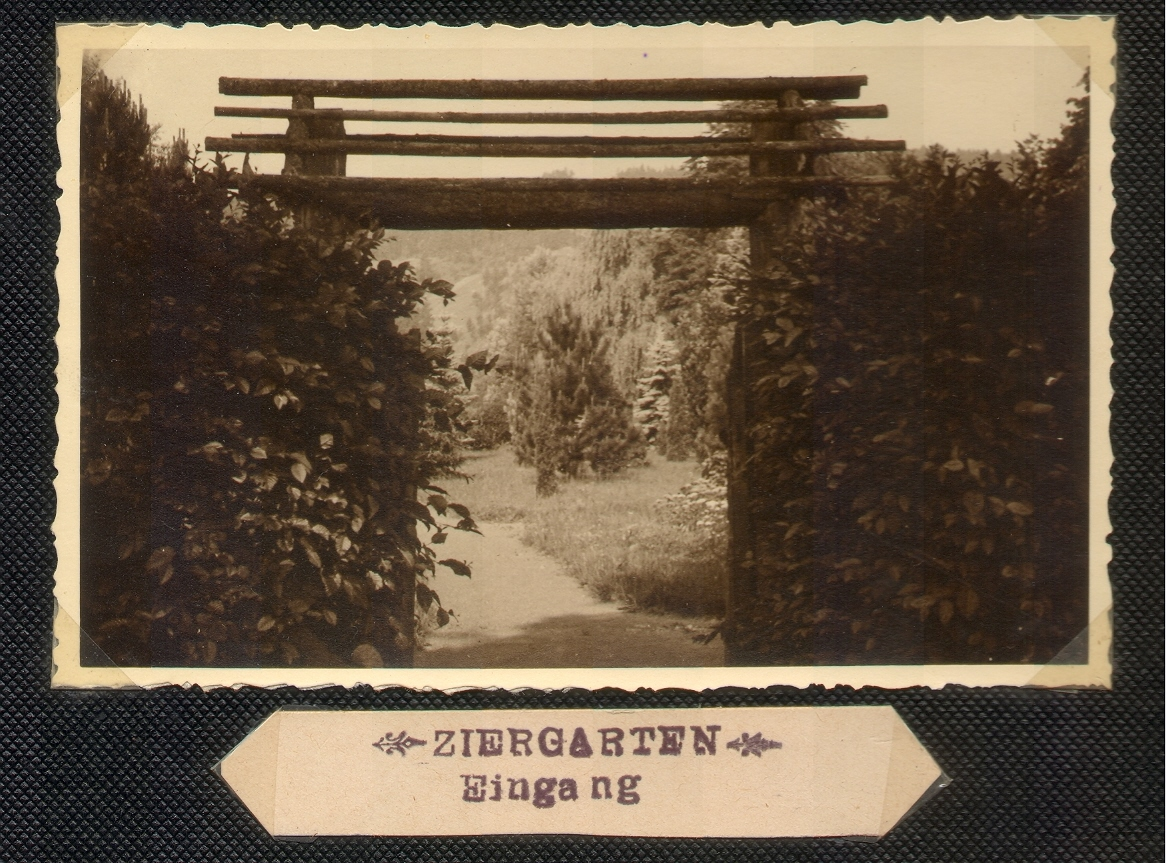
Vstup do zahrady
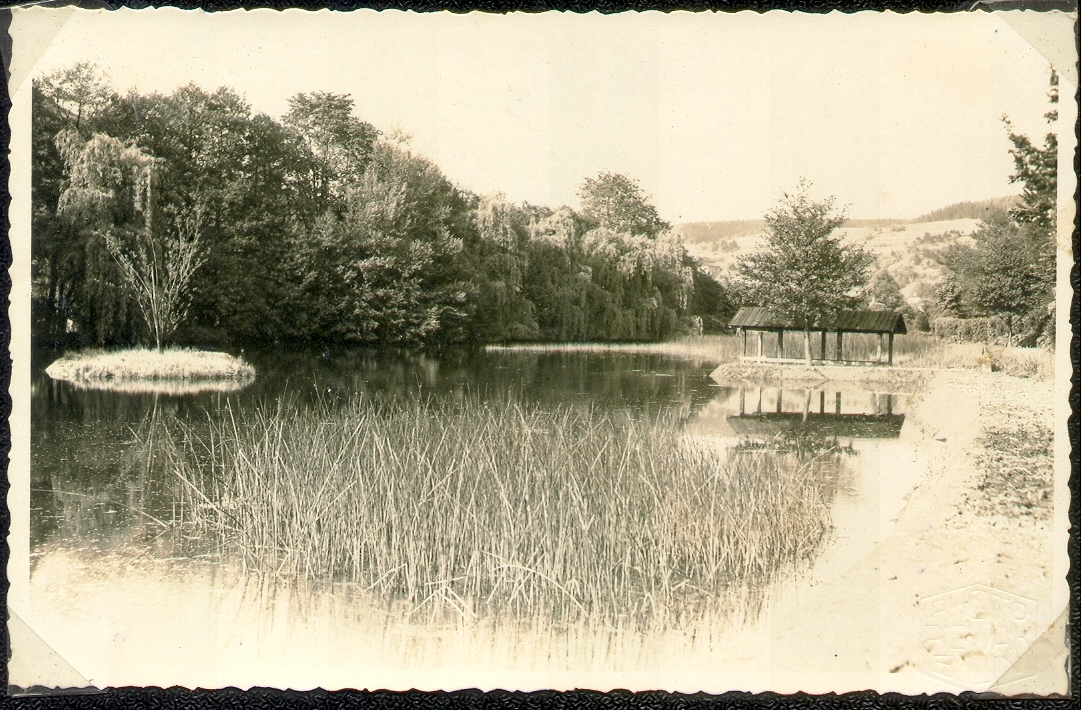
Rybník
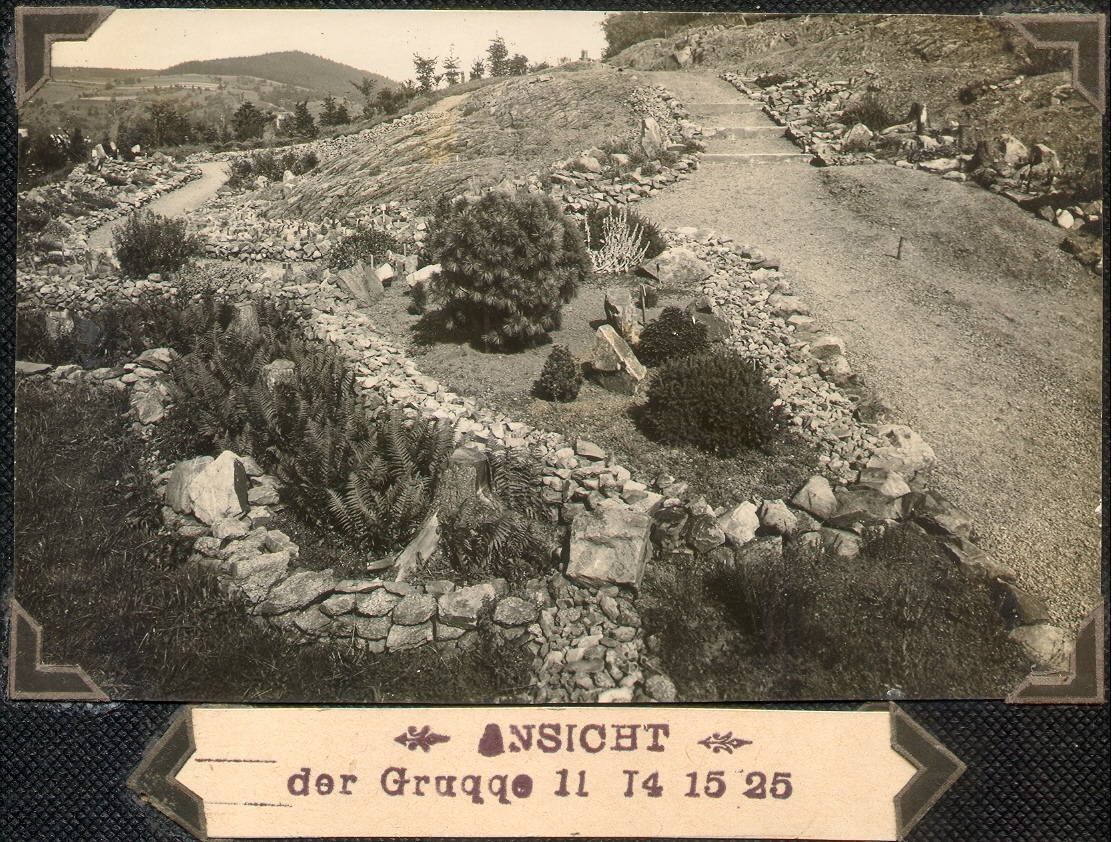
Pohled na část Alpina
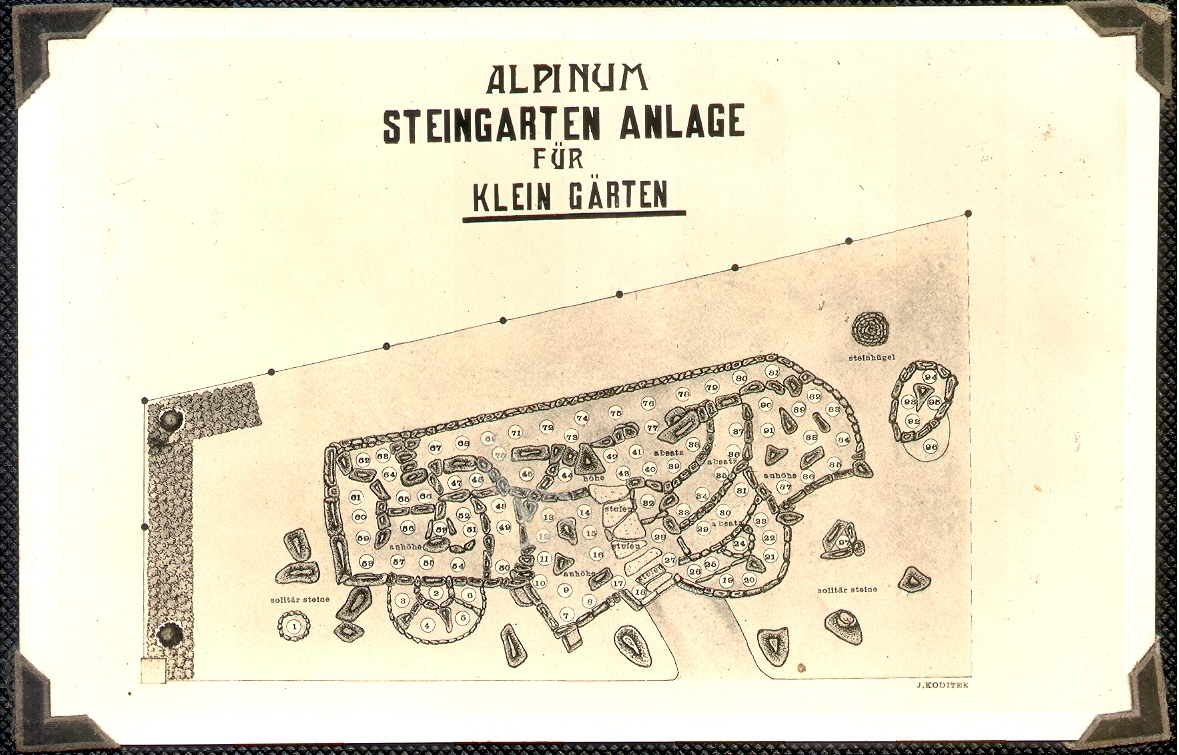
Mapka Alpina od Johanna Koditka
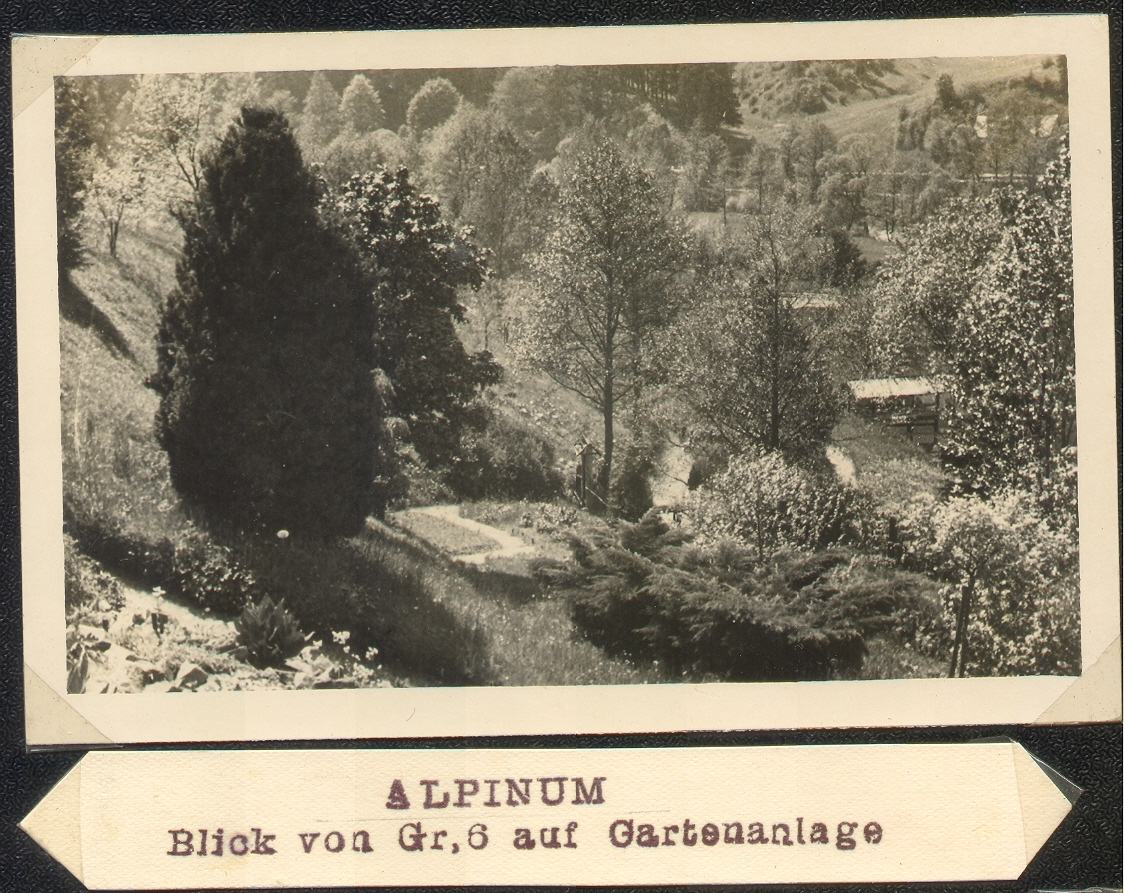
Alpinum
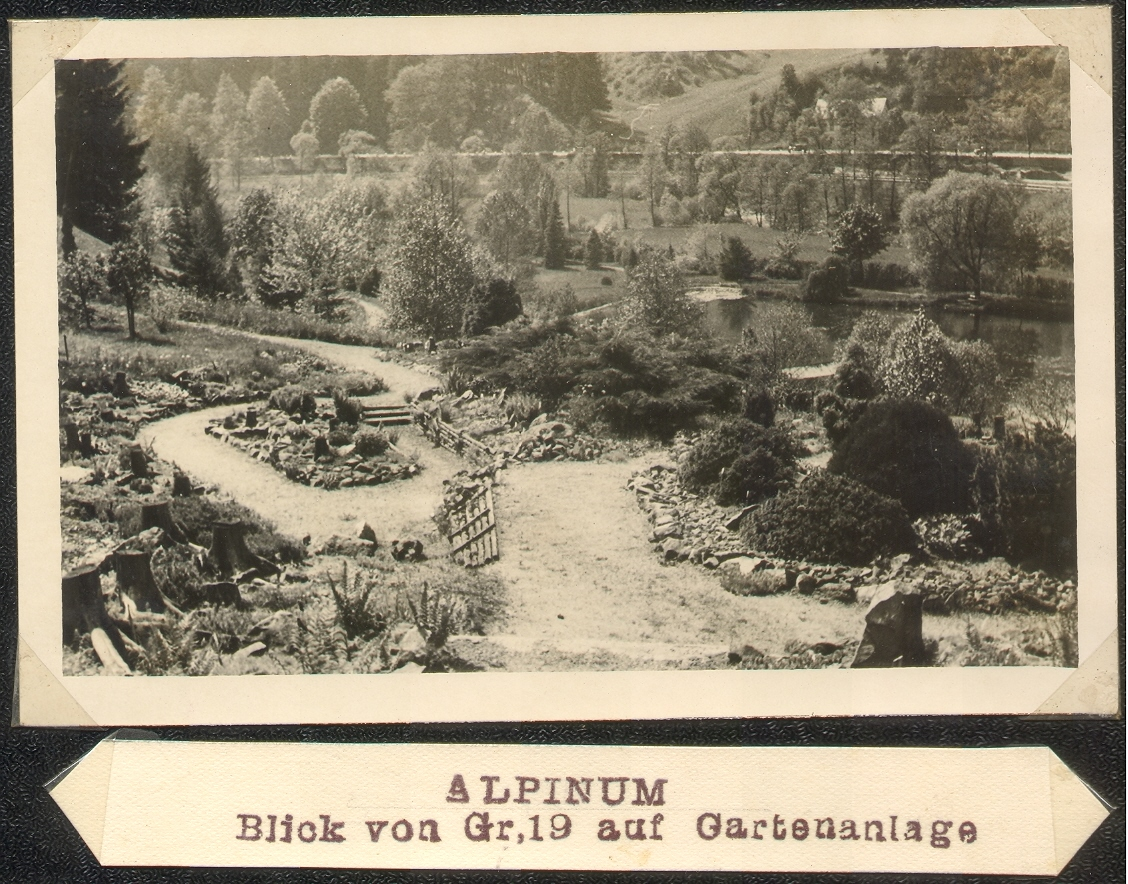
Alpinum
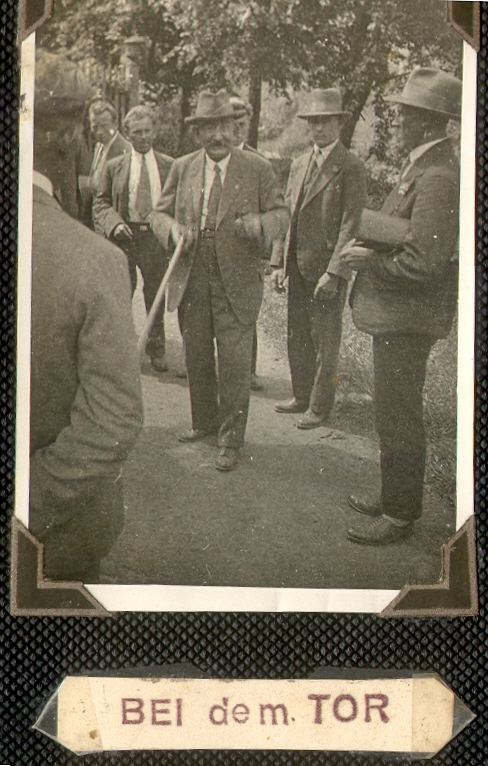
Johannes Koditek provádí návštěvníky (v roce 1931)

### 1945–2005
Po druhé světové válce převzal stát veškerý majetek Beafortů, kteří byli vyhoštěni z republiky. Zahrada přešla pod státní správu, což znamenalo její praktickou likvidaci. Vzácné rostliny byly ponechány svému osudu a byly volně přístupné, takže si je lidé z okolí rozebírali do svých zahrádek. Takto zahrada pustla 60 let. Jediná činnost, která probíhala na území zahrady, byl výkon myslivosti, rybník byl vypuštěný a zarostlý, přes lokalitu vedlo elektrické vedení a bylo vykáceno mnoho vzácných dřevin.

## Současnost
I přes 60 let pustnutí se v zahradě zachovala řada cenných jehličnanů – jedlí, jedlovců, douglasek i smrků. Jsou zde také vzácné listnaté rostliny, např. zmarličník či korkovník amurský – tzv. Korkovník pana Koditka, který byl z důvodu dalšího přežívání i po rozštěpení kmene na dvě části jmenován „Stromem hrdinou“ České republiky pro rok 2006. V současnosti se o znovuzrození botanické zahrady stará především Základní organizace Českého svazu ochránců přírody (ČSOP) Berkut, které se podařilo v roce 2005 získat do vlastnictví, s pomocí Správy Chráněné krajinné oblasti Slavkovský les a Národního památkového ústavu v Plzni, část území zahrady. Ve stejném roce proběhly první záchranné práce. Byl proveden dendrologický a floristický průzkum, došlo k vykácení náletových dřevin, bylo provedeno geodetické zaměření. Byl také vyčištěn středověký náhon a od roku 2008 jsou postupně obnovovány původní skalky. Muselo být provedeno oplocení pozemku – skoro 700 m, protože docházelo ke krádežím jak vybavení zahrady, tak i rostlin. Většina prací je realizována dobrovolnickými aktivitami. Každoročně zde probíhá mezinárodní studentský workcamp. Financování obnovy je obtížně zajišťováno z různých projektů – z rozpočtu Karlovarského kraje, Nadace partnerství, Programu pro rozvoj venkova apod.
V roce 2011 větrná vichřice zničila patnáct jehličnanů. Smršť vyvrátila i vzácnou jedli ojíněnou.
Dne 5. února 2014 byla Bečovská botanická zahrada přijata za řádného člena Unie botanických zahrad České republiky. V soutěži Má vlast získala zahrada ocenění Nejkrásnější proměna roku 2013, zachránci dostali i několik dalších ocenění. Zůstává však jedinou botanickou zahradou v České republice, která je financovaná ze zdrojů neziskové organizace.
V noci ze soboty na neděli 21. dubna 2024 zasáhla botanickou zahradu sněhová kalamita, při níž napadlo dvacet centimetrů mokrého sněhu. Hmotnost sněhu polámala i některé vzácné stromy (zmarličník japonský, 102letý strom). Navíc v pondělí 22. dubna 2024 přišel mráz, který poškodil čerstvou výsadbu.

Stav zahrady v roce 2024
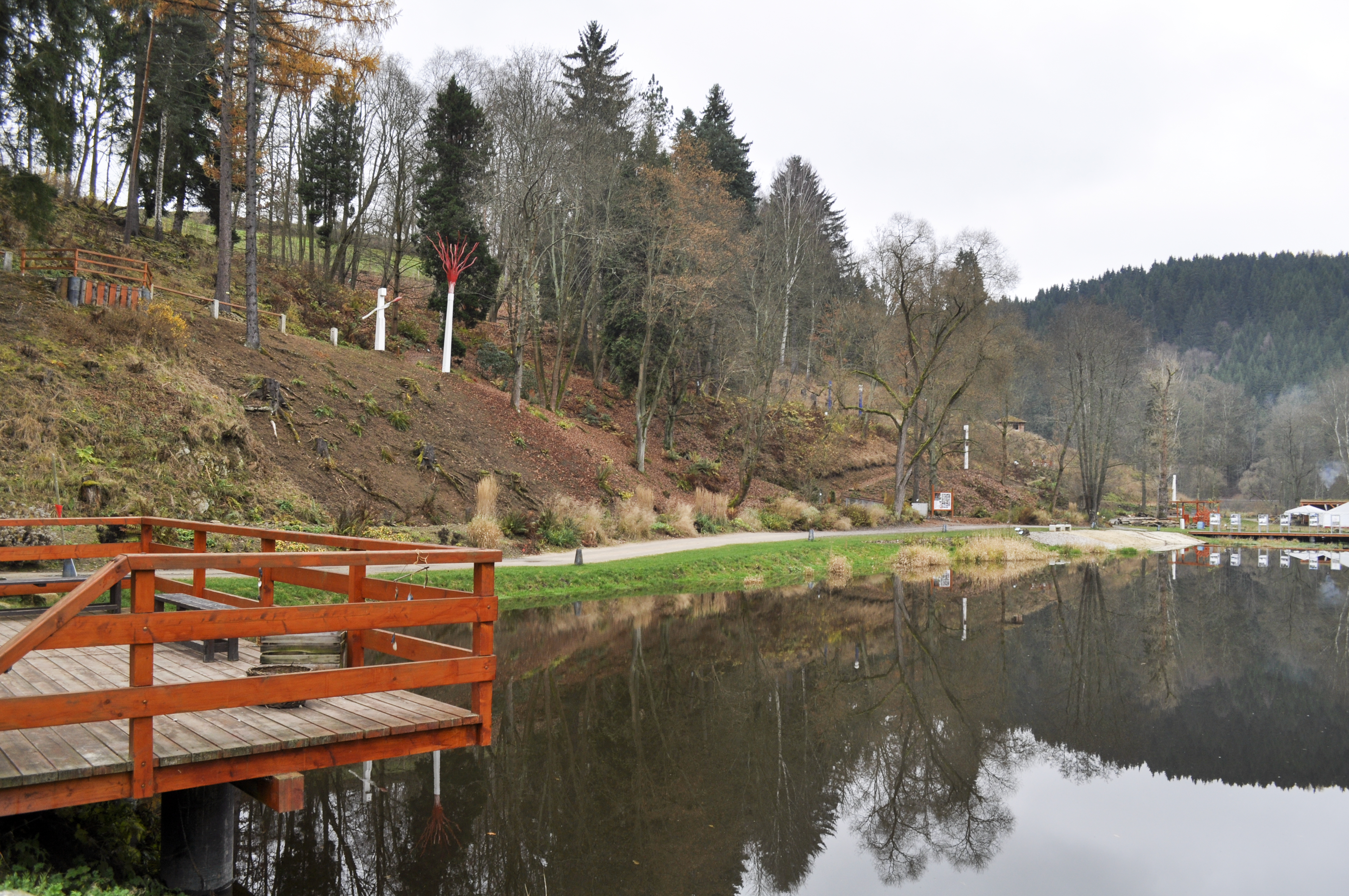
Korunní rybník s vyhlídkou
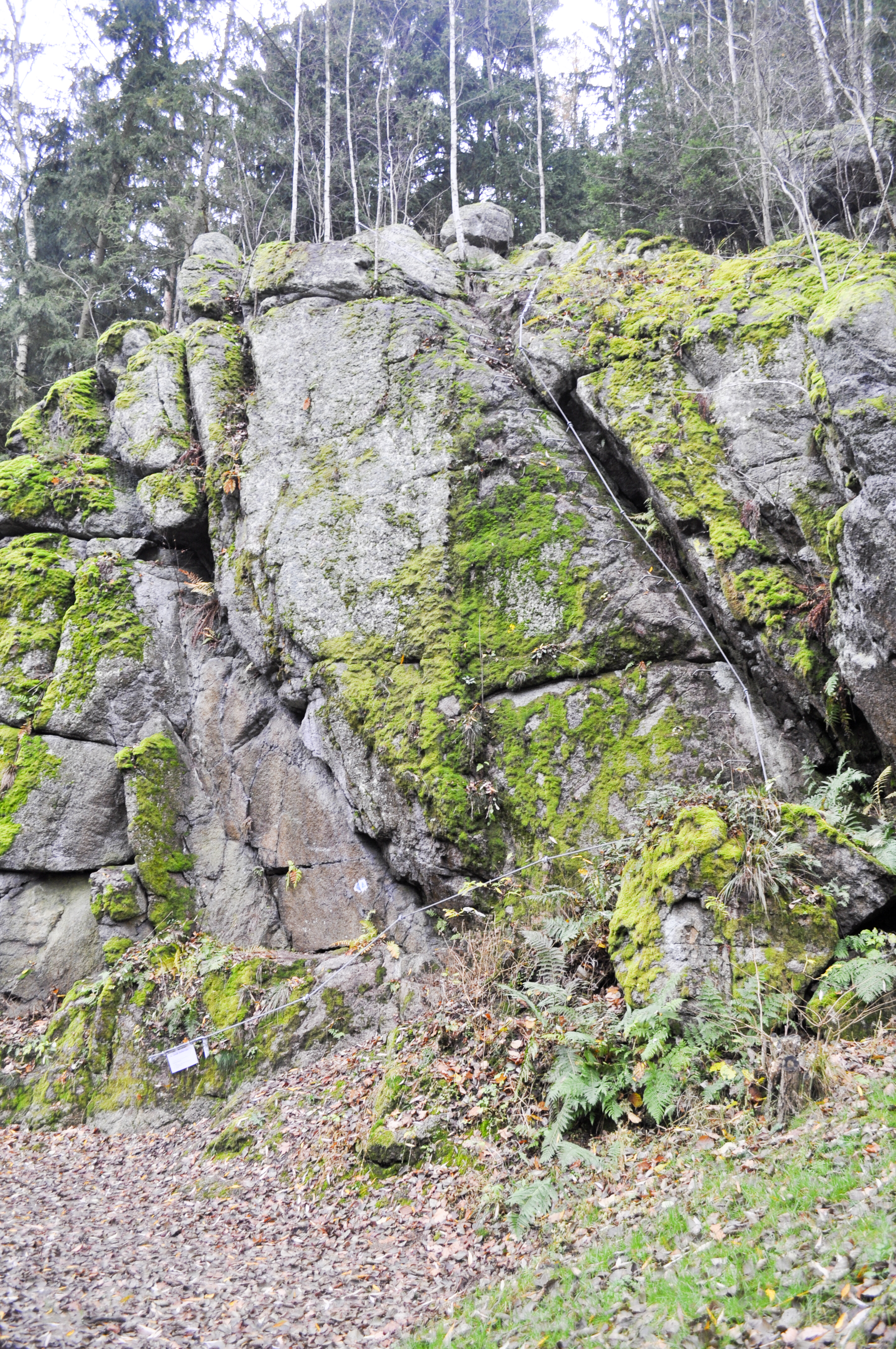
1. Česká Bioferrata
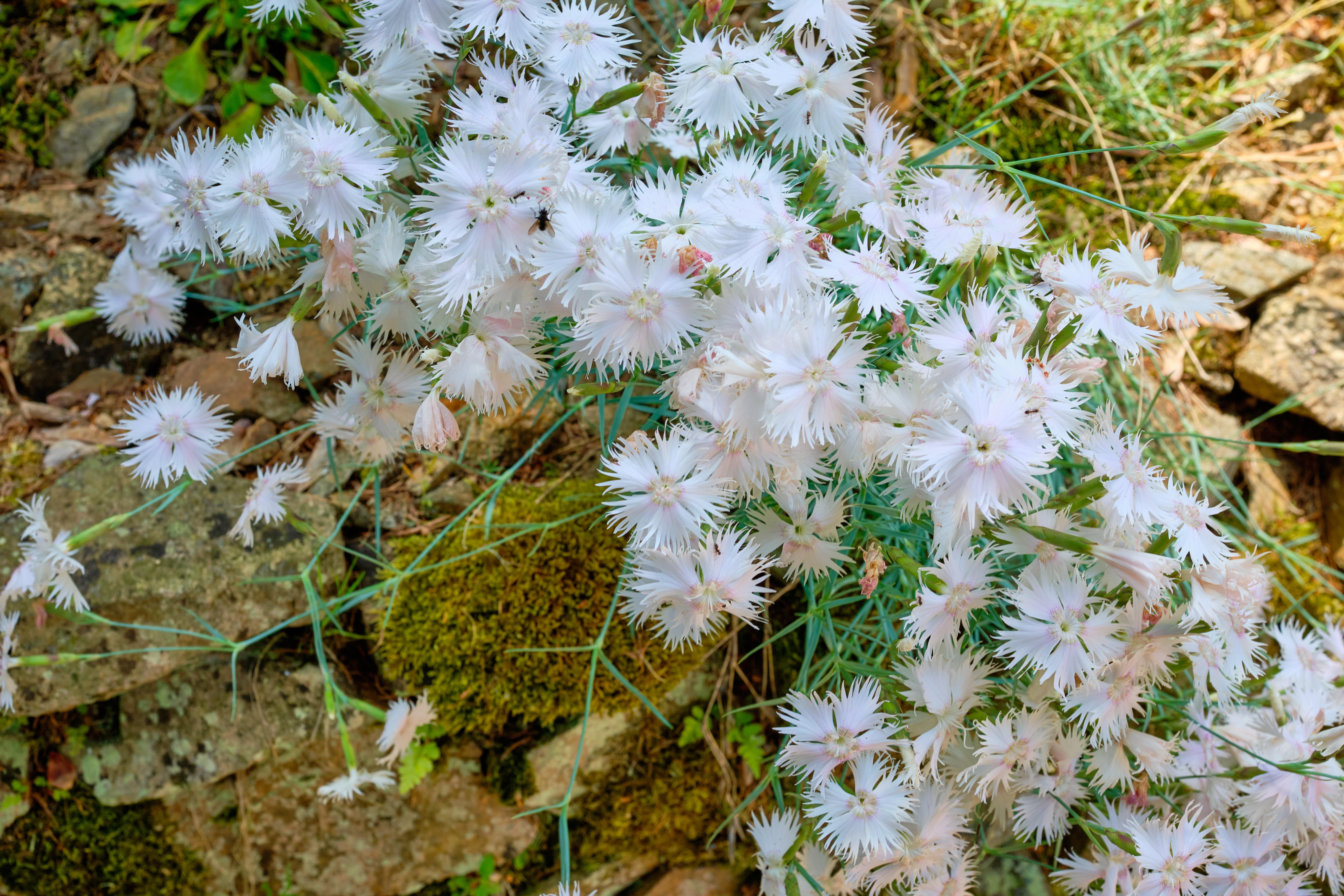
Kvetoucí hvozdíky
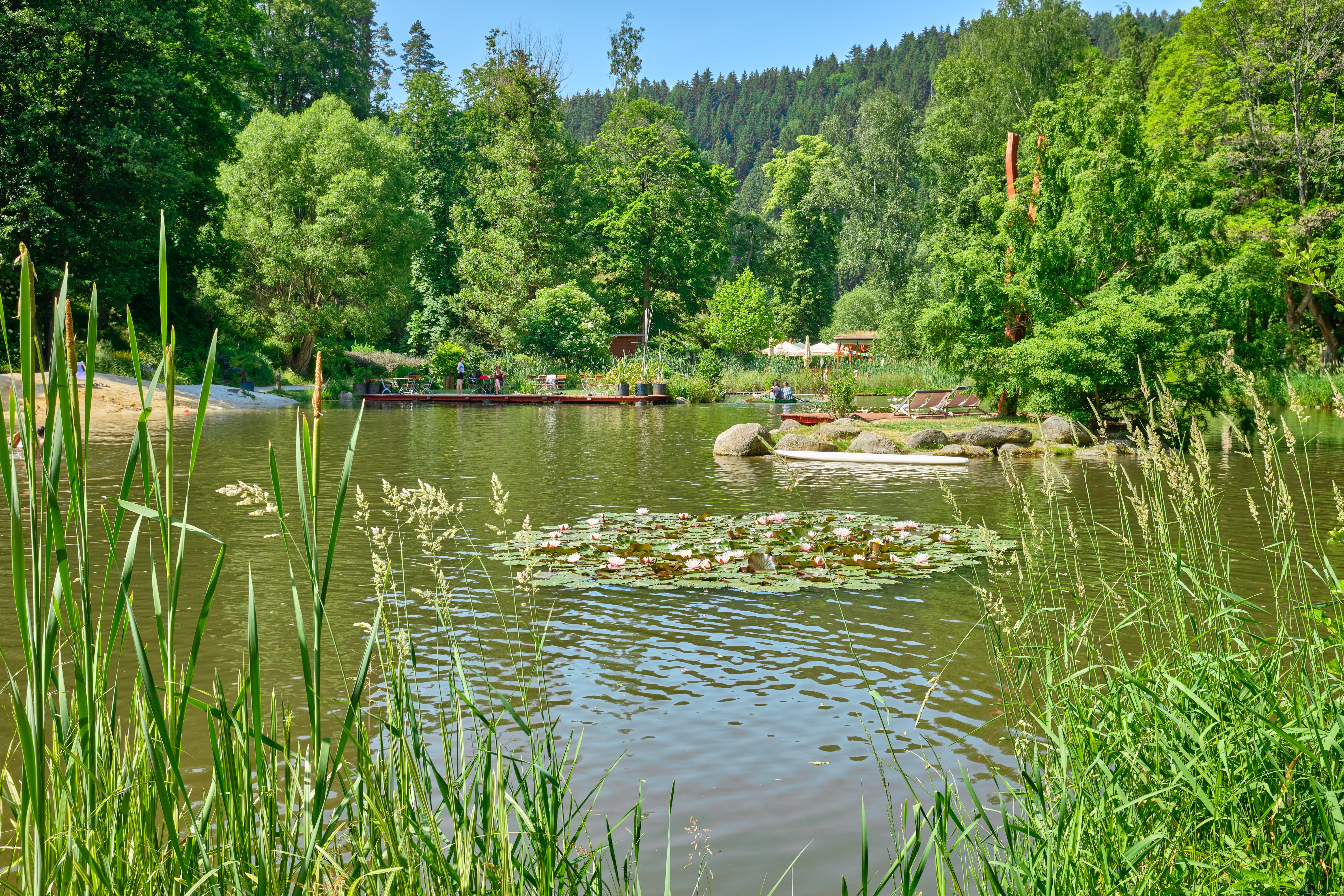
Jezírko s lekníny

## Části zahrady
Zahrada se skládala ze 4 částí:
- krajinářského parku s Korunním rybníkem (s kolekcí vzácných jehličnanů, okružní trasy kolem hráze, dnes i půjčovny loděk), který byl obnoven v roce 2008
- vlastního alpina (terasové záhony, celkem 47 sbírkových oddělení, studánky a malé vodní toky zapracované do skalek, pamětní deska Johanna Koditka)
- lesního komplexu (testování dřevin pro využití v lesích, cesty, terasy, zděná chatka)
- zámeckého zahradnictví (skleníky, pařeniště, oranžérie, záhony pro pěstování zeleniny, květin a dřevin)[3] – po roce 1945 se zahradnictví změnilo na výrobnu matrací, později na podnik Elektro – záhony byly zastavěny dílnami[3]

## Pro veřejnost
Zahrada je přístupná pro veřejnost stezkou okolo areálu podniku Elektro, který byl původně součástí botanické zahrady. Místo je přístupné 24 hodin denně, do areálu je vybíráno vstupné. Pro veřejnost jsou připraveny výukové programy pro mateřské školy a první ročníky základních škol zaměřené na přírodopis a výtvarnou tvorbu. Byla zde také otevřena bioferrata – skalní stezka s variantou jak pro horolezce, tak i pro rekreační sportovce a děti.
V roce 2011 bylo do areálu zahrady instalováno šest dřevěných soch od Václava Gatarika, které symbolizují květy a figuríny, většina z nich slouží zároveň jako ptačí či hmyzí hnízda. Sochy jsou v národních barvách.

## Plány do budoucna
Do budoucna se počítá s tím, že bude vybudována lávka přes řeku Teplou a tím se zajistí přímý přístup do zahrady, počítá se také s vybudováním infocentra s pokladnou, WC pro návštěvníky, hospodářského a administrativního zázemí a také prostoru pro vzdělávací a kulturní aktivity.

## Johann Koditek
Viz též článek Johann Koditek
Celým jménem Jan Ferdinand Koditek (1874–1940). Do Bečova se přestěhoval někdy před rokem 1911. Byl zaměstnán jako vrchní zahradník a vypracoval detailní plány všech parků a okrasných zahrad v areálu hradu a zámku a také alpina. Po smrti byl převezen ze Saska zpět do Bečova, kde je pohřben.